# Šiaulių Fubolo Akademija
Il Futbolo Akademija Šiauliai, meglio noto come FA Šiauliai, è una società calcistica lituana con sede nella città di Šiauliai. Milita nella A Lyga, la massima serie del campionato lituano di calcio.

## Storia
Il club è stato fondato nel 2007 come Šiaulių Futbolo Akademija.
Nella stagione 2024-2025 esordisce nelle competizioni europee, venendo eliminato nel primo turno preliminare di Conference League dagli estoni del Levadia Tallinn (sconfitta casalinga per 2-0 e pareggio esterno per 0-0 nelle due sfide).

## Cronistoria
| Stagione | Livello | Divisione              | Posto | Fonte | Note                    |
| -------- | ------- | ---------------------- | ----- | ----- | ----------------------- |
| 2010     | 4.      | Trečia lyga (Šiauliai) | 9.    |       |                         |
| 2016     | 4.      | Trečia lyga (Šiauliai) | 6.    |       | Promosso in Antra lyga  |
| 2017     | 3.      | Antra lyga (Vakarai)   | 4.    | [ 1 ] |                         |
| 2018     | 3.      | Antra lyga (Vakarai)   | 6.    | [ 2 ] | Promosso in Pirma lyga  |
| 2019     | 2.      | Pirma lyga             | 6.    | [ 3 ] |                         |
| 2020     | 2.      | Pirma lyga             | 5.    | [ 4 ] |                         |
| 2021     | 2.      | Pirma lyga             | 1.    | [ 5 ] | Promosso in A lyga 2022 |
| 2022     | 1.      | A lyga                 | 7.    | [ 6 ] |                         |

## Palmarès

### Competizioni nazionali
- Pirma lyga: 1

2021

### Altri piazzamenti
- Coppa di Lituania:

Finalista: 2023

## Statistiche

### Partecipazione ai campionati
| Livello | Categoria | Partecipazioni | Debutto | Ultima stagione | Totale |
| ------- | --------- | -------------- | ------- | --------------- | ------ |
| 1º      | A lyga    | 1              | 2022    | 2024            | 3      |
| 2º      | 1 Lyga    | 3              | 2019    | 2021            | 3      |
| 3º      | 2 Lyga    | 2              | 2017    | 2018            | 2      |
| 4º      | 3 Lyga    | 2              | 2010    | 2016            | 2      |

## Organico

### Rosa 2022
Aggiornata al 27 aprile 2022.
| N. |                     | Ruolo | Calciatore            |
| -- | ------------------- | ----- | --------------------- |
| 1  | Lituania (bandiera) | P     | Lukas Paukštė         |
| 2  | Lituania (bandiera) | D     | Ernestas Pilypas      |
| 3  | Lituania (bandiera) | D     | Vytas Gašpuitis       |
| 5  | Lituania (bandiera) | D     | Kristupas Mantinis    |
| 6  | Lituania (bandiera) | C     | Grantas Jaseliūnas    |
| 7  | Lituania (bandiera) | C     | Justas Petravičius    |
| 8  | Lituania (bandiera) | C     | Karolis Mantinis      |
| 9  | Armenia (bandiera)  | A     | David Arshakyan       |
| 10 | Lituania (bandiera) | C     | Dominykas Kubilinskas |
| 11 | Lituania (bandiera) | A     | Deividas Šešplaukis   |
| 13 | Lituania (bandiera) | C     | Daniel Romanovskij    |
| 15 | Lituania (bandiera) | D     | Rolandas Baravykas    |
| 16 | Lituania (bandiera) | P     | Evaldas Jurgelis      |
| 17 | Lituania (bandiera) | A     | Eligijus Jankauskas   |

| N. |                     | Ruolo | Calciatore            |
| -- | ------------------- | ----- | --------------------- |
| 18 | Lituania (bandiera) | D     | Rimvydas Sadauskas    |
| 19 | Lituania (bandiera) | C     | Simonas Paulius       |
| 22 | Lituania (bandiera) | C     | Sergej Amirzian       |
| 23 | Lituania (bandiera) | D     | Dovydas Jansonas      |
| 27 | Lituania (bandiera) | C     | Ronaldas Misiūnas     |
| 28 | Lituania (bandiera) | C     | Gustas Zabita         |
| 29 | Lituania (bandiera) | C     | Deividas Dovydaitis   |
| 30 | Lituania (bandiera) | C     | Emilis Gasiūnas       |
| 32 | Lituania (bandiera) | C     | Gabrielius Micevičius |
| 33 | Lituania (bandiera) | C     | Gabijus Micevičius    |
| 61 | Lituania (bandiera) | P     | Gustas Baliutavičius  |
| 77 | Lituania (bandiera) | D     | Rokas Lekiatas        |
| 82 | Lituania (bandiera) | D     | Algis Jankauskas      |